# Cerro Palpana
Cerro Palpana är ett berg och en vulkan i Chile. Det ligger i provinsen Provincia de El Loa och regionen Región de Antofagasta, i den norra delen av landet. Toppen på Cerro Palpana är 6 034 meter över havet.
Cerro Palpana är den högsta punkten i trakten.
Trakten runt Cerro Palpana är ofruktbar med lite eller ingen växtlighet.